# 탄도탄 요격미사일 조약
탄도탄 요격미사일 조약(영어: Anti-Ballistic Missile Treaty (ABM Treaty))은 1972년 5월 26일에 미국과 소련이 체결한 탄도탄 요격 미사일을 제한하는 조약이다. 2002년 미국이 일방적으로 파기했다.

## 역사
1972년 5월 26일 미국 공화당 리처드 닉슨 대통령과, 소련 브레즈네프 서기장이 모스크바에서 ABM 조약을 체결했다.
2002년 조지 W. 부시 대통령이 일방적으로 조약을 폐기했다. 그러자 러시아가 반발했다.

## 폐기 이후
2016년 6월 17일, 러시아의 대통령 블라디미르 푸틴은 상트페테르부르크에서 열린 연례 국제경제포럼에서 NATO 미사일방어 구축에서 루마니아 요격포대가 가동된 것에 관해 입장문을 내놓았다.
우리는 대응 조치를 취할 수밖에 없을 것이다. 이것이 방어 조치임에도 또다시 러시아의 공세에 대한 비난이 나올 것이 뻔하지만 안보를 확고히 할 수밖에 없다. 우리에겐 러시아의 안전을 지키는 것뿐 아니라 국제 전략균형을 유지하는 것이 아주 중요하다. 전략적 균형만이 지구상의 확실한 평화를 보장할 수 있기 때이라며, 이것은 방어 시스템이 아니라 전략적 핵전력의 일부이다.

## 같이 보기
- 중거리 핵전력 조약
- 미사일 방어
- 대륙간 탄도 미사일